# Anthyllis cytisoides
Espèce
Classification phylogénétique
Anthyllis cytisoides, de nom commun anthyllide faux-cytise, est une espèce de plantes à fleurs de la famille des Fabaceae et du genre Anthyllis. C'est un arbuste trouvé en Europe et en Afrique du Nord.

## Description
Anthyllis cytisoides est un arbuste pouvant atteindre jusqu'à 90 cm de hauteur. Ses branches sont dressées, entièrement recouvertes d'abondants poils blanchâtres ou grisâtres, très fins et serrés. Les feuilles basales sont simples, à pétiole court, et linéaires-lancéolées, tandis que les feuilles supérieures sont trifoliées, insérées sans pétiole sur la tige, lancéolées-elliptiques.
L'inflorescence est un épi (avec les fleurs groupées en nombre de 1 à 3), long et ininterrompu. Les fleurs sont papilionacées, au calice pubescent. La corolle est jaune, avec la carène incurvée et l'étendard plus long que les ailes. La floraison a lieu entre mai et août. La pollinisation est entomophile, principalement effectuée par les abeilles et les bourdons, avec une seule graine se développant dans chaque primordium séminal.
Le fruit est une légumineuse ovoïde, indéhiscente, monosperme, petite et avec des taches rouges longitudinales. La graine est jaune à verdâtre, avec une forme arrondie. Le fruit mûrit entre avril et août, date à laquelle il doit être récolté, ce qui doit être fait manuellement, en traire les tiges florales. L'état de maturité se manifeste lorsque les fruits commencent à acquérir une teinte rougeâtre. En raison de longues périodes de sécheresse, il peut perdre ses feuilles, repousser lorsque les conditions d'humidité édaphique le permettent.
Le nombre de chromosomes est 2n = 14.

## Répartition
Anthyllis cytisoides est une plante endémique du sud-ouest de l'Europe et du nord de l'Afrique. On la trouve principalement dans les îles Baléares et la côte sud-est de la péninsule ibérique.
Elle est présente dans les zones semi-arides et préfère les sols calcaires.

## Utilisation
Anthyllis cytisoides est faite pour le jardinage, tant pour son feuillage que pour ses fleurs. C'est une plante mellifère très importante, à partir de laquelle on obtient du miel monofloral, de consistance légère. C'est pourquoi il est un grand allié du jardin biologique pour attirer la faune auxiliaire. L'une des utilisations les plus importantes est son utilisation pour la revégétalisation des zones dégradées, car elle a une valeur protectrice élevée.
En médecine populaire, elle sert pour l'estomac, contre l'asthme et le rhume.

## Écologie
Anthyllis cytisoides a pour parasite Coleophora rudella, Coleophora vestalella (en), Trifurcula anthyllidella (en), Trifurcula victoris (en), Zygaena lavandulae, Zygaena occitanica.